# Pereiras (ort)
Pereiras är en ort i Brasilien.   Den ligger i kommunen Pereiras och delstaten São Paulo, i den sydöstra delen av landet, 800 km söder om huvudstaden Brasília. Pereiras ligger 503 meter över havet och antalet invånare är 74 678.
Terrängen runt Pereiras är huvudsakligen platt. Pereiras ligger nere i en dal. Runt Pereiras är det ganska glesbefolkat, med 38 invånare per kvadratkilometer.. Pereiras är det största samhället i trakten.
Omgivningarna runt Pereiras är huvudsakligen savann.